# Mollusco contagioso

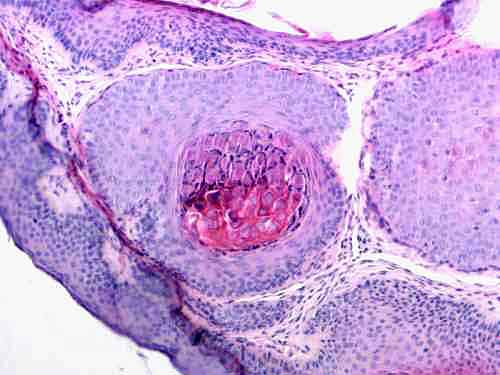
Sezione istologica del molluscum contagiosum

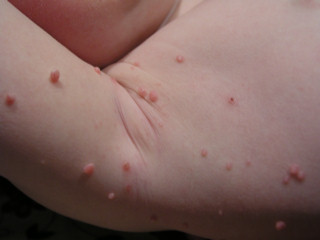
Papule su un braccio.

Il mollusco contagioso è un'infezione virale che causa lesioni papulose della pelle o, occasionalmente, alle mucose. Detto anche, in latino, molluscum contagiosum, traducibile come mollusco contagioso.

## Epidemiologia
È una malattia che colpisce molto più spesso i bambini fino ai 10-12 anni.

## Eziologia e trasmissione
Il molluscum contagiosum virus (MCV) appartiene alla famiglia Poxviridae, sottofamiglia Chordopoxvirinae, genere Molluscipoxvirus. Il termine pox contenuto nel nome di questi virus   deriva dalle vescicole (in inglese: sing. pox, pl. poxes) prodotte dal virus del vaiolo (smallpox).
Vi sono 4 tipi di MCV, da MCV-1 a MCV-4. L'MCV-1 è il più diffuso; l'MCV-2 è molto più raro, viene osservato solitamente negli adulti ed è spesso trasmesso attraverso lo sfregamento con tessuto cutaneo contaminato.

## Clinica
La malattia si manifesta con papule (lesioni cupoliformi), con un leggero incavo al centro detto “ombelicatura”, che possono essere da un paio fino ad un centinaio e possono situarsi in ogni parte del corpo salvo che sulla pianta dei piedi e sul palmo delle mani.
In genere il contagio si può contrarre toccando una parte di una persona che ne è colpita o, per esempio, attraverso asciugamani, accappatoi, equipaggiamenti ginnici condivisi tra più persone.

## Trattamento e precauzioni
Poiché il mollusco contagioso di solito si risolve senza trattamento e le opzioni terapeutiche possono causare disagio nei bambini, le raccomandazioni iniziali sono spesso di attendere semplicemente che le lesioni si risolvano spontaneamente . Tra i trattamenti disponibili, una meta-analisi di studi clinici randomizzati ha suggerito che non vi è alcuna differenza tra i trattamenti nel miglioramento a breve termine e che nessun trattamento risulta significativamente migliore della risoluzione naturale della condizione.
È in commercio anche in Italia un prodotto in soluzione a base di idrossido di potassio (InfectoDell) per il trattamento e la cura del mollusco contagioso da eseguire a domicilio. Il trattamento dura circa 15 gg e ha una prognosi favorevole anche sulle recidive .
Ulteriori trattamenti variano, a seconda del caso bambino/adulto e del numero delle lesioni. Se le papule sono poche si possono asportare in anestesia locale mediante cucchiaio tagliente (curette), o disinfettanti allo iodio, o distruggendo delle papule mediante toccature con acidi o con altri metodi come il congelamento (crioterapia) e la bruciatura (diatermocoagulazione), ma non sui bambini in quanto pratiche dolorose che possono lasciare cicatrici.
Vi sono anche altri trattamenti con farmaci alternativi, per esempio lo ZymaDerm, oppure con farmaci usati normalmente per l'acne come la tretinoina o l'isotretinoina; un nuovo approccio è quello di applicare direttamente sulle lesioni farmaci antivirali quali il cidofovir o l'imiquimod. Vi sono alcuni prodotti a base di vaseline e acido salicilico a diverse concentrazioni che possono essere utili a "bruciare" le papule, in modo che non siano più infettive e che possano essere facilmente eliminate come una normale ipercheratosi. Esiste inoltre una vaselina salicilica in concentrazione al 30% di acido salicilico, da non usare in caso di papule sul viso o sulle mucose genitali.
Le papule possono scomparire da sole nel giro di sei mesi-un anno ma, se molto grosse e infiammate, possono lasciare cicatrici . Trattandosi di una malattia infettiva e virale che si trasmette da uomo a uomo, è richiesta la massima prudenza da parte di chi è affetto dalla malattia, al fine di diminuire il contagio di terze persone. Il riconoscimento precoce è di grande importanza sia per il trattamento, sia per il contenimento del contagio verso gli altri. Spesso si osserva un ritardo nella diagnosi e nella cura dovuto al fatto che le lesioni, solitamente, non sono né dolorose né pruriginose, a prescindere dal fatto che non siano spiacevoli esteticamente.